# Boone County (Arkansas)
Boone County is een county in de Amerikaanse staat Arkansas.
De county heeft een landoppervlakte van 1.531 km² en telt 33.948 inwoners (volkstelling 2000). De hoofdplaats is Harrison.

## Plaatsen
| - Alpena - Bergman - Bruno - Carrollton | - Diamond City - Everton - Harrison - Lead Hill | - Omaha - Valley Springs - Zinc |